# 644
سنة 644 كانت سنة كبيسة تبدأ يوم الخميس حسب التقويم اليولياني.

## أحداث
- الفتح الإسلامي لفارس

## مواليد
- الشاعر القرشي عمر بن أبي ربيعة.

## وفيات
7 نوفمبر - وفاة الخليفة عمر بن الخطاب متأثرا بجراح أثناء محاولة اغتياله من قبل فيروز النهاوندي.